# Sant Pere del Coll de la Crossa
Sant Pere del Coll de la Crossa fou una església del terme municipal de l'Estany, al Moianès.
Està situada en el Collet de Sant Pere, al nord-oest del nucli urbà de l'Estany, al sud-oest de la masia de la Crossa.
Dedicada a Sant Pere Màrtir, la propera masia de Puigmartre en pren el nom.
En ruïnes, la seva planta mostra un temple petit, d'una sola nau.